# Chuva Negra (filme)
Black Rain (bra/prt: Chuva Negra) é um filme estadunidense de 1989, co-escrito por Craig Bolotin e Warren Lewis dirigido por Ridley Scott. A história centra-se em dois policiais de Nova York que prendem um membro da Yakuza e devem escoltá-lo de volta para o Japão. Uma vez lá, ele escapa, e os dois policiais encontram-se cada vez mais entrando no submundo japonês.

## Elenco
| Ator/Atriz                           | Personagem      |
| ------------------------------------ | --------------- |
| Michael Douglas                      | Nick Conklin    |
| Andy Garcia                          | Charlie Vincent |
| Ken Takakura                         | Masahiro        |
| Kate Capshaw                         | Joyce           |
| Yûsaku Matsuda                       | Sato            |
| Shigeru Kôyama (como Shigeru Koyama) | Ohashi          |
| John Spencer                         | Oliver          |
| Luis Guzmán                          | Frankie         |
| John Costelloe                       | The Kid         |
| Richard Riehle                       | Crown           |

## Recepção

### Resposta da crítica
No site agregador de críticas Rotten Tomatoes, 54% das 24 resenhas dos críticos são positivas, com uma classificação média de 5,3/10. O Metacritic, que usa uma média ponderada, atribuiu ao filme uma pontuação de 56 em 100, baseado em 18 críticos, indicando críticas "mistas ou médias".

### Principais prêmios e indicações
Oscar 1990 (EUA)
- Indicado nas categorias de Melhor Som e Melhores Efeitos Sonoros.[8]